# یان گایدوش
یان گایدوش (چکی: Jan Gajdoš؛ ۲۷ دسامبر ۱۹۰۳ – ۹ نوامبر ۱۹۴۵) ژیمناست هنری اهل چکسلواکی بود.